# Złotka dziurawcówka
Złotka dziurawcówka (Chrysolina varians) – gatunek chrząszcza z rodziny stonkowatych i podrodziny Chrysomelinae.

## Morfologia
Ciało długości od 4,5 do 5 mm, krótkie i wypukłe, prawie kuliste, z wierzchu gęsto punktowane i ubarwione zielono, złotozielono, mosiężnie, miedziście, granatowo lub czarnofioletowo, na przedpleczu tak jak na pokrywach. Odnóża i czułki czarne. Stopy z metalicznym połyskiem. Na podgięciach przedplecza brak wałeczkowatego zgrubienia. U samców przednia krawędź prącia podgina się u wierzchołka pod spód, formując skierowany ku tyłowi ząbek.

## Biologia i ekologia
Roślinami żywicielskimi larw i imagines są dziurawce. Zasiedla skraje lasów, trawiaste zbocza, suche łąki, przydroża i poręby.

## Rozprzestrzenienie
Gatunek zachodniopalearktyczny. Znany z większości krajów Europy, Algierii, Azji Mniejszej i Syberii po Irtysz. W Polsce wszędzie pospolity.